# MSTRKRFT
MSTRKRFT (udtales Masterkraft) blev dannet i 2005 af Jesse F. Keeler (fra den nu opløste støjrock-duo Death From Above 1979) og produceren Al-P (Alex Puodziukas). De to canadiere har gennem flere år arbejdet tæt sammen i forskellige bands og projekter, inden de vendte blikket mod electropunken. 
I januar 2006 landede MSTRKRFTs første single, Easy Love, efterfulgt af debutalbummet ”The Looks” fra juli samme år. Musikken var trommeloopet elektro-disco-punk-glam med referencer til Daft Punk og Cassius, der blev godt modtaget af såvel publikum, anmeldere og klubmiljøet. 
Efter udgivelsen af ”The Looks” blev Jesse og Al-P et efterspurgt DJ- og producerteam, der i løbet af de sidste par år har leveret remixes til et hav af kunstnere, bl.a. Bloc Party, Kylie Minogue, Wolfmother, Usher, All Saints, Gossip, Justice, Yeah Yeah Yeahs, Keri Hilson, Metric, The Crystal Method, Armand Van Helden og John Legend. 